# Day-O (Banana Boat)
Day-O (Banana Boat) is een Jamaicaans volksliedje. Het nummer staat bekend om de mento- en calypsostijl.
Day-O is een werklied, gezongen vanuit het perspectief van arbeiders die in de nacht schepen met bananen laden.
Het nummer werd internationaal bekend nadat Harry Belafonte een versie ervan in 1956 uitbracht.